# 柳原愛子 (歌手)
柳原 愛子（やなぎはら あいこ、1974年3月20日 - ）は、日本の女性歌手、声優。千葉県出身。スターダストプロモーション所属。一時期、三森 愛子（みつもり あいこ）の名前でも活動していた。

## 略歴
- 1990年 - 第3回MISS Momoco・Momoco賞を受賞。柳原愛子の名前で雑誌「Momoco」の表紙を飾るなど、デビュー当初はグラビアアイドルとして活動。
- 1992年 - Top of the Auditionグランプリ。
- 1993年 - シングル『Don't let me down』で歌手デビュー。
- 1996年 - シングル『寄り道』リリース後、ビーイングから離脱。
- 1998年 - 苗字を柳原から三森に改め、『遠く離れていても』で再デビュー。自ら作曲も手がけるようになる。
- 2007年 - 再び苗字を柳原に戻し、女優・モデルとして活躍中。

## ディスコグラフィ

### シングル

#### 柳原愛子名義
1. Don't let me down(1993/08/25)
2. きっと ふたり 会えてよかった(1993/11/17)
3. 寄り道(1996/04/25)

#### 三森愛子名義
1. 遠く離れていても(1998/10/21)バファリンCMソング
2. 迷わないで(1999/08/25)
3. 彼の誕生日(1999/12/16)

### アルバム
1. innocent color(1994/09/24)

### 映像作品
1. LEGEND of 90's J-ROCK「LIVE BEST & CLIPS」(2012/08/08)[1][2]
DISC2-M30「Don't let me down」、DISC2-M31「きっと ふたり 会えてよかった」収録

## 出演
太字はメインキャラクター。

### OVA
- アーリーレインズ（2003年、ローラ・フェルモンド[3]）